# 라스무스 라우게
라스무스 라우게 슈미트(덴마크어: Rasmus Lauge Schmidt, 1991년 6월 20일~)는 덴마크의 핸드볼 선수로 포지션은 센터백과 레프트백이다. 현재 덴마크 핸드볼 리그의 비에링브로-실케보르 혼볼과 덴마크 국가대표팀 소속으로 활동하고 있다. 비에링브로-실케보르 혼볼에서 프로 선수 경력을 시작했으며 독일과 헝가리에서 선수 생활을 하면서 독일 리그 우승 4회, 헝가리 리그 우승 1회를 달성했다.
국제 대회에서는 덴마크 대표팀 소속으로 출전하고 있으며 2024년 하계 올림픽 금메달, 2019년과 2023년 세계 선수권 대회에서 우승을 차지했다.